# Katrine Græsbøll Christensen
Katrine Græsbøll Christensen (* 1996 in Silkeborg) ist eine dänische Triathletin.

## Werdegang
Katrine Græsbøll Christensen war für das dänische Kajak-Nationalteam aktiv, bevor sie zum Triathlon wechselte.
Sie wurde im September 2023 Dritte bei den Europameisterschaften auf der Langdistanz, die im Rahmen der Challenge Almere-Amsterdam ausgetragen wurden.
Im März 2025 wurde die 28-Jährige hinter der Deutschen Anne Reischmann Dritte im Ironman South Africa.
Im August gewann sie mit dem Ironman Sweden ihr erstes Ironman-Rennen und stellte hier mit ihrer Siegerzeit von 8:27:49 Stunden einen neuen Streckenrekord ein.
Die Biomedizinische Ingenieurin studierte in Aarhus und sie lebt mit ihrem Mann und Kind in Lyngby.

## Sportliche Erfolge
| Datum/Jahr   | Rang | Wettbewerb          | Austragungsort | Zeit | Bemerkung |
| ------------ | ---- | ------------------- | -------------- | ---- | --------- |
| 4. Aug. 2024 | 2    | Ironman 70.3 Gdynia | Gdynia         |      |           |

| Datum/Jahr    | Rang | Wettbewerb                                                   | Austragungsort | Zeit     | Bemerkung      |
| ------------- | ---- | ------------------------------------------------------------ | -------------- | -------- | -------------- |
| 16. Aug. 2025 | 1    | Ironman Sweden                                               | Kalmar         | 08:27:49 | Streckenrekord |
| 17. Aug. 2024 | 2    | Ironman Sweden                                               | Kalmar         |          |                |
| 30. März 2025 | 3    | Ironman South Africa                                         | Port Elizabeth |          |                |
| 9. Sep. 2023  | 3    | ETU Challenge Long Distance Triathlon European Championships | Almere         | 08:43:24 |                |

(DNF – Did Not Finish)